# Michael Ripper
Michael George Ripper (* 27. Januar 1913 in Portsmouth; † 28. Juni 2000 in London) war ein britischer Schauspieler.

## Leben
Ripper begann seine Filmkarriere 1936 zunächst als Statist oder in kleinsten Nebenrollen. Bis 1940 wurde er nur bei vier von insgesamt 29 Filmen im Abspann genannt. Bis Mitte der 1950er Jahre spielte er in zahlreichen britischen Spielfilmen, darunter in Oliver Twist, Richard III. und Neunzehnhundertvierundachtzig, es blieben für ihn jedoch weiterhin nur untergeordnete Nebenrollen. Bereits 1948 hatte er in seiner ersten Hammer-Produktion mitgewirkt (There Is No Escape), bis 1972 (That's Your Funeral) spielte er in über 30 Hammer-Filmen und war damit der meistgebuchte Schauspieler des Studios, weit vor den bekannteren Vertretern Peter Cushing und Christopher Lee. Allerdings blieben ihm auch bei Hammer zumeist nur Nebenrollen, er verkörperte typischerweise Figuren wie etwa Gastwirte, Kutscher oder Polizisten – meist in prägnanten Auftritten, aber selten im Mittelpunkt der Handlung stehend. Etwas zentralere Rollen spielte er zum Beispiel in Piraten am Todesfluss, Das schwarze Reptil und Dracula – Nächte des Entsetzens. Auch für Hammers Konkurrenzfirmen stand er mehrfach vor der Kamera – für Amicus etwa in Die tödlichen Bienen und Der Foltergarten des Dr. Diabolo, für Tigon in Nachts, wenn das Skelett erwacht – alle drei genannten Filme in der Regie von Freddie Francis. Dem britischen Fernsehpublikum ist er nicht nur durch zahlreiche Gastauftritte in bekannten Fernsehserien wie Geheimauftrag für John Drake, Simon Templar, Die Füchse und Der Aufpasser bekannt. Er spielte unter anderem in den Kinderserien Freewheelers und Die Vogelscheuche und hatte wiederkehrende Gastrollen in der Sitcom Butterflies sowie in Jeeves and Wooster – Herr und Meister.
Ripper war drei Mal verheiratet, aus den ersten beiden Ehen ging jeweils ein Kind hervor. In zweiter Ehe war er zwischen 1972 und 1978 mit der Schauspielerin Catherine Finn verheiratet, die letzte Ehe mit der Kostümbildnerin Cecelia Doidge hielt bis zu seinem Tode.

## Filmografie (Auswahl)
- 1948: Oliver Twist
- 1950: Die unbekannte Zeugin (Your Witness)
- 1954: Die Schönen von St. Trinians (The Belles of St. Trinian’s)
- 1954: Kleiner Jockey ganz groß (The Rainbow Jacket)
- 1955: Richard III.
- 1956: Allen Gewalten zum Trotz (Reach for the Sky)
- 1956: XX unbekannt (X The Unknown)
- 1956: Neunzehnhundertvierundachtzig (1984)
- 1957: Es begann, als sie nein sagte (These Dangerous Years)
- 1957: Die Frau im Morgenrock (Woman in a Dressing Gown)
- 1957: Einer kam durch (The One That Got Away)
- 1957: Feinde aus dem Nichts (Quatermass 2)
- 1957: Die nackte Wahrheit (The Naked Truth)
- 1958: Die gelbe Hölle (The Camp on Blood Island)
- 1958: Frankensteins Rache (The Revenge of Frankenstein)
- 1959: Die Rache der Pharaonen (The Mummy)
- 1960: Geheimauftrag für John Drake (Dangerman) (Fernsehserie, 3 Folgen)
- 1960: Die letzte Fahrt der Bismarck (Sink the Bismarck!)
- 1960: Dracula und seine Bräute (The Brides of Dracula)
- 1961: Sir Francis Drake (Fernsehserie, 2 Folgen)
- 1961: Der Fluch von Siniestro (The Curse of the Werewolf)
- 1961: Piraten am Todesfluß (The Pirates of Blood River)
- 1962: Das Rätsel der unheimlichen Maske (The Phantom of the Opera)
- 1963: Die scharlachrote Klinge (The Scarlet Blade)
- 1964: Die Rache des Pharao (The Curse of the Mummy's Tomb)
- 1965: Der Spion, der aus der Kälte kam (The Spy Who Came in from the Cold)
- 1966: Nächte des Grauens (The Plague of the Zombies)
- 1967: Der Fluch der Mumie (The Mummy's Shroud)
- 1967: Der Foltergarten des Dr. Diabolo (Torture Garden)
- 1967: Die tödlichen Bienen (The Deadly Bees)
- 1967: Simon Templar (Fernsehserie, 1 Folge)
- 1968: Draculas Rückkehr (Dracula Has Risen from the Grave)
- 1968: Bestien lauern vor Caracas (The Lost Continent)
- 1968: Inspektor Clouseau (Inspector Clouseau)
- 1969: Banditen auf dem Mond (Moon Zero Two)
- 1970: Dracula – Nächte des Entsetzens (Scars of Dracula)
- 1970: Wie schmeckt das Blut von Dracula? (Taste the Blood of Dracula)
- 1970: Randall & Hopkirk – Detektei mit Geist (Randall & Hopkirk (Deceased)) (Fernsehserie, 1 Folge)
- 1978: Das Super T-Shirt (Sammy's Super T-Shirt)